# Lesedi la rona
Lesedi la Rona – diament wcześniej znany jako Karowe AK6. Jest to drugi co do wielkości diament po Cullinanie. Został odkryty w kopalni Karowe w Botswanie 16 listopada 2015 roku. Po wydobyciu ważył 1111 karatów, w tej chwili po oczyszczeniu masa została zredukowana do 1109 karatów (ok. 222 gramy). Wielkością jest zbliżony do piłki tenisowej.

## Historia diamentu
Pierwotnie nadano mu nazwę Karowe AK6 – od nazwy południowoafrykańskiej kopalni oraz tunelu, w którym go wydobyto (AK6). 18 stycznia prezes Lucara Diamond Corporation – William Lamb ogłosił konkurs na nazwę diamentu, w którym mogli wziąć udział wszyscy mieszkańcy Botswany. Wystarczyło wysłać SMS lub e-mail ze swoją propozycją nazwy, a twórca tej, która zostałaby wybrana, miał otrzymać nagrodę – 2170 dolarów. W wyniku tego konkursu otrzymano 11 tysięcy e-maili i tysiąc SMSów. 9 lutego ogłoszono wyniki, a szczęśliwy zwycięzca – Thembani Moitlhobogi z miejscowości Mmadikola – przyznał, że wymyślił takie określenie, ponieważ Lesedi la Rona (Nasze Światło) jest „dumą, światłem i nadzieją Botswany”. I nie ma w tych słowach ani odrobiny przesady, ponieważ gospodarka tego afrykańskiego kraju w dużej mierze opiera się właśnie na wydobyciu oraz produkcji diamentów.

## Pierwotna masa diamentu
Na początku maja 2016 roku prezes  Lucara Diamond Corporation William Lamb poinformował, że przed wydobyciem kryształ diamentu miał masę ok. 1500 karatów. Uległ on niestety pęknięciu na dwie części – nie jest pewne, czy podczas wydobycia, czy podczas czyszczenia metodą piaskowania. Drugi kryształ idealnie pasujący do Lesedi La Rona waży 374 karaty.

## Wartość diamentu
29 czerwca 2016 roku planowana jest aukcja diamentu. Specjaliści z domu aukcyjnego Sotheby’s w Londynie szacują wartość diamentu na nawet 70 mln dolarów. Wcześniejsze szacunki, ustalone na podstawie wcześniejszych danych ze sprzedaży diamentów, wskazywały na kwotę 40-60 mln dolarów. 26 czerwca 2016 roku właściciel diamentu Lucara Diamond's poinformował w oficjalnym komunikacie, że diament został ubezpieczony na kwotę 120 mln dolarów.